# Ramonville-Saint-Agne
Ramonville-Saint-Agne is een gemeente in het Franse departement Haute-Garonne (regio Occitanie). De gemeente telde 15.172 inwoners op 1 januari 2022. De plaats maakt deel uit van het arrondissement Toulouse.

## Geschiedenis
Tijdens het ancien régime lagen hier vier dorpen: Ramonville, Saint-Agne, Lapeyrade en Soule. Saint-Agne lag in het noorden aan de stadsgrens van Toulouse op de koninklijke weg Grand Chemin François. Meer naar het zuiden op die weg lag Lapeyrade, het grootste dorp. En in het zuiden op die weg lag Ramonville. In het zuidwesten van de huidige gemeente lag Soule.
De gemeente was lang een klein landbouwdorp ten zuiden van Toulouse. In 1907 kwam er een tramverbinding met Toulouse. Tot in de jaren 1950 was Ramonville-Saint-Agne een kleine gemeente met minder dan 1000 inwoners. In de jaren 1960 werd de departementale weg verlegd en kwamen er villawijken in de gemeente. De volgende decennia verschenen steeds nieuwe wijken.
In 2007 werd lijn B van de metro van Toulouse doorgetrokken tot in de gemeente.

## Geografie
De oppervlakte van Ramonville-Saint-Agne bedroeg op 1 januari 2022 6,46 vierkante kilometer; de bevolkingsdichtheid was toen 2.348,6 inwoners per km². Het Canal du Midi loopt door de gemeente.
De onderstaande kaart toont de ligging van Ramonville-Saint-Agne met de belangrijkste infrastructuur en aangrenzende gemeenten.

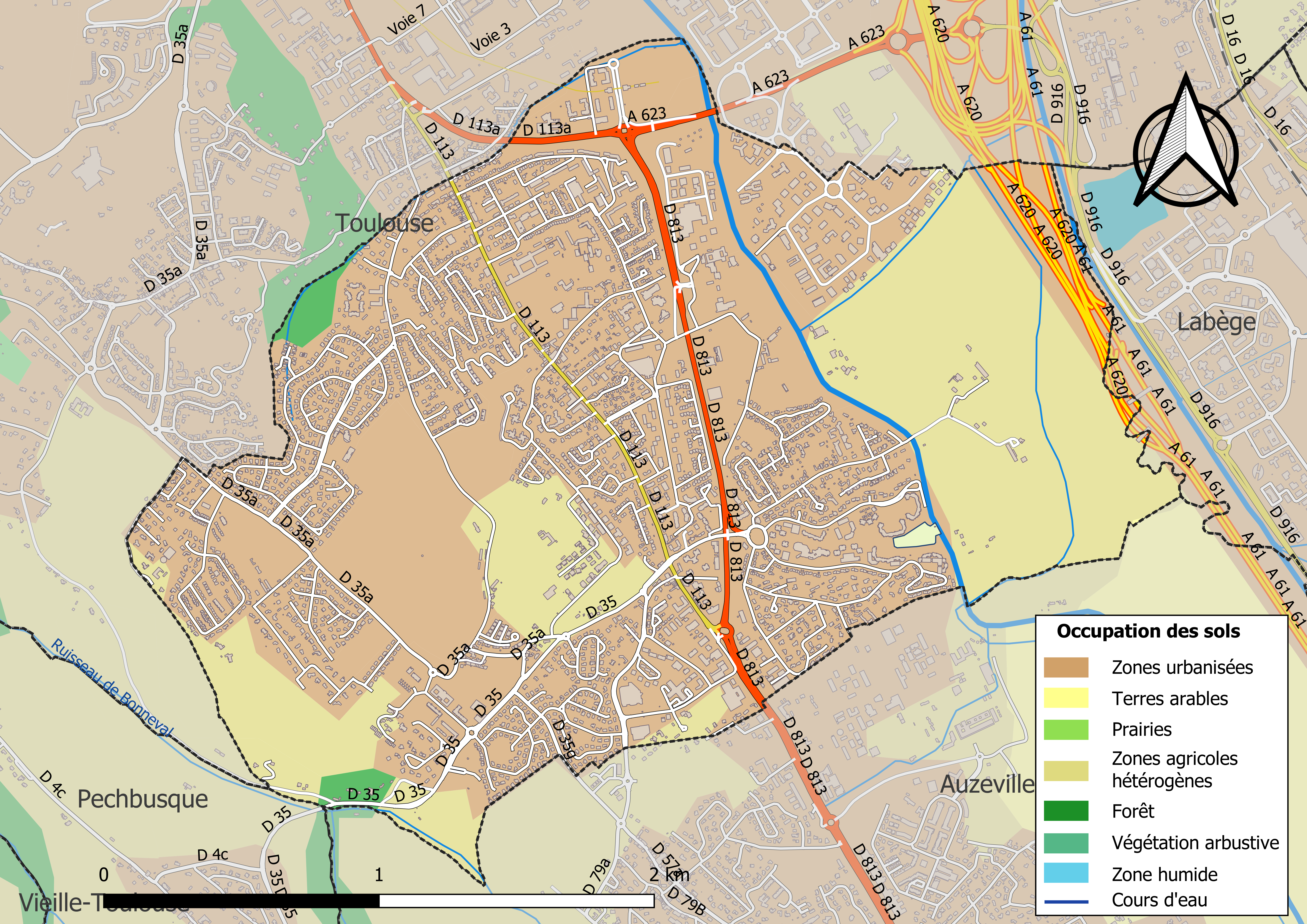

## Demografie
Onderstaande figuur toont het verloop van het inwonertal (bron: INSEE-tellingen).